# Rhithrodytes agnus
Rhithrodytes agnus är en skalbaggsart som beskrevs av Foster 1992. Rhithrodytes agnus ingår i släktet Rhithrodytes och familjen dykare. IUCN kategoriserar arten globalt som starkt hotad.

## Underarter
Arten delas in i följande underarter:
- R. a. argaensis
- R. a. agnus